# Gebhard Fürst
Gebhard Fürst (Bietigheim-Bissingen, 2 dicembre 1948) è un vescovo cattolico tedesco.

## Biografia
Nel 1969, dopo aver conseguito il diploma presso il liceo scientifico di Bietigheim, Gebhard Fürst iniziò gli studi di greco ed ebraico al Collegium Ambrosianum di Stoccarda. Ha proseguito gli studi di teologia cattolica presso la Facoltà di Teologia Cattolica dell'Università di Tubinga (1970) e presso la Facoltà di Teologia Cattolica dell'Università di Vienna (1971-1972). Nel 1975 superò l'esame teologico principale (primo esame di servizio); nello stesso anno entrò nel seminario della diocesi di Rottenburg-Stoccarda a Rottenburg am Neckar. Il 13 dicembre 1975 fu ordinato diacono. Nel 1977 venne ordinato sacerdote dal vescovo Georg Moser nella basilica di San Vito a Ellwangen.
Nel 1983 divenne direttore facente funzioni del seminario teologico Wilhelmsstift di Tubinga e nel 1986 direttore dell'Accademia della diocesi di Rottenburg-Stoccarda e membro dell'Ordinariato episcopale. Nel 1987 ha conseguito il dottorato in teologia fondamentale con la tesi "Il linguaggio come processo metaforico. La teoria ermeneutica del linguaggio di Johann Gottfried Herder". Dal 1993 al 2000 è stato presidente del comitato direttivo delle Accademie cattoliche in Germania. Nel 1999 papa Giovanni Paolo II gli ha conferito il titolo di Cappellano di Sua Santità.

### Ministero episcopale
Il 7 luglio 2000 papa Giovanni Paolo II lo nominò vescovo di Rottenburg-Stoccarda, fu ordinato vescovo dall'arcivescovo di Friburgo in Brisgovia, Oskar Saier, il 17 settembre dello stesso anno; co-consacranti furono il suo predecessore, il vescovo Walter Kasper, e il vescovo ausiliare Johannes Kreidler.
Dal 2007 al 2021 è stato presidente della Commissione giornalistica, una delle 14 commissioni episcopali della Conferenza episcopale tedesca. È anche membro della Commissione per la fede e presiede il sottocomitato per la bioetica. Dal 2000 al 2016, il vescovo Fürst è stato assistente spirituale del Comitato centrale dei cattolici tedeschi (ZdK).
Nell'ottobre 2023 ha presentato a papa Francesco, le sue dimissioni da vescovo di Rottenburg-Stoccarda il 2 dicembre 2023, giorno del suo 75º compleanno. Papa Francesco ha accettato ufficialmente le sue dimissioni il 4 dicembre 2023.

## Genealogia episcopale e successione apostolica
La genealogia episcopale è:
- Cardinale Scipione Rebiba
- Cardinale Giulio Antonio Santori
- Cardinale Girolamo Bernerio, O.P.
- Arcivescovo Galeazzo Sanvitale
- Cardinale Ludovico Ludovisi
- Cardinale Luigi Caetani
- Cardinale Ulderico Carpegna
- Cardinale Paluzzo Paluzzi Altieri degli Albertoni
- Papa Benedetto XIII
- Papa Benedetto XIV
- Papa Clemente XIII
- Cardinale Marcantonio Colonna
- Cardinale Giacinto Sigismondo Gerdil
- Cardinale Giulio Maria della Somaglia
- Cardinale Carlo Odescalchi, S.I.
- Vescovo Eugène-Charles-Joseph de Mazenod, O.M.I.
- Arcivescovo Joseph Hippolyte Guibert, O.M.I.
- Cardinale François-Marie-Benjamin Richard de la Vergne
- Cardinale Pietro Gasparri
- Arcivescovo Cesare Orsenigo
- Cardinale Josef Frings
- Arcivescovo Wendelin Rauch
- Arcivescovo Eugen Viktor Paul Seiterich
- Arcivescovo Hermann Josef Schäufele
- Arcivescovo Oskar Saier
- Vescovo Gebhard Fürst

La successione apostolica è:
- Vescovo Matthäus Karrer (2017)
- Vescovo Gerhard Schneider (2019)